# 阿尔泰金莲花
阿尔泰金莲花（学名：Trollius altaicus）为毛茛科金莲花属下的一个种。种加名 altaicus 意为“阿尔泰的”。